# Hoghiz
Hoghiz là một xã thuộc hạt Brașov, România. Dân số thời điểm năm 2002 là 5007 người.